# Cerodontha milleri
Cerodontha milleri är en tvåvingeart som beskrevs av Spencer 1973. Cerodontha milleri ingår i släktet Cerodontha och familjen minerarflugor. Inga underarter finns listade i Catalogue of Life.